# Andrej Kljuev
Andrej Vladimirovič Kljuev (in russo Андрей Владимирович Клюев?; Lipeck, 13 giugno 1987) è un ex ciclista su strada e pistard russo, professionista dal 2006 al 2011. È plurimedagliato nel ciclismo su pista nella categoria Junior oltre che vincitore della prova in linea Under-23 dei campionati europei su strada 2007.

## Palmarès

### Strada
- 2006 (Omnibike Dynamo Moscow)

5ª tappa Tour of Hainan
1ª tappa Tour of South China Sea
5ª tappa Tour of South China Sea
- 2007 (Moscow Stars)

2ª tappa Trois Jours de Vaucluse (Gordes > Cavaillon)
4ª tappa Tour de Normandie (Elbeuf > Flers)
Boucle de l'Artois
Campionati europei, Prova in linea Under-23

#### Altri successi
- 2007 (Moscow Stars)

Classifica a punti Trois Jours de Vaucluse
- 2010 (Bicycle Team Moscow)

Anapa Criterium
11ª tappa Friendship People North-Caucasus Stage Race

### Pista
- 2005

Campionati europei, Americana Juniores
Campionati del mondo, Americana Juniores

## Piazzamenti

### Competizioni mondiali
- Campionati del mondo su strada

Mendrisio 2009 - In linea Under-23: ritirato
- Campionati del mondo su pista

Los Angeles 2004 - Inseguimento a squadre Juniores: 3º
Vienna 2005 - Americana Juniores: vincitore